# Hubert Cecil Booth
Pour les articles homonymes, voir Booth.
Hubert Cecil Booth, né le 4 juillet 1871 à Gloucester, et mort le 14 janvier 1955 à Croydon, est un ingénieur britannique qui a inventé le premier aspirateur,,.
Il a également conçu des grandes roues ou roues de Ferris,, des ponts suspendus et des usines. Plus tard, il devient président-directeur général de la British Vacuum Cleaner and Engineering Co.

## Biographie

### Jeunesse
Hubert Cecil Booth a fait ses études au Gloucester College et au Gloucester County School sous la tutelle du directeur de l'école, le révérend H. Lloyd Brereton.
Après avoir passé son examen d'entrée en 1889 au "Central Technical College, City and Guild" à Londres, il suivit un cursus de 3 ans en Génie civil et Génie mécanique sous la direction du professeur Cawthorne Unwin (en) FRS. Il obtint le Diploma of Associateship (ACGI) devenant le second du département. Il devint étudiant de l'Institution of Civil Engineers.

### Carrière
En décembre 1892, il entra au bureau de dessin industriel Maudslay Sons & Field Lambeth à Londres, sous la direction de Charles Sells, en tant qu'ingénieur civil. À ce titre, il conçut des ponts et de grandes roues pour les parcs d'attractions de Londres, Blackpool, Paris et Vienne ; il travailla également sur les plans de moteurs pour les cuirassés de la Royal Navy.

#### Aspirateur
Hubert Cecil Booth est connu pour l'introduction de l'un des premiers aspirateurs électriques. Avant que Booth ne présente sa version de l'aspirateur, les machines de nettoyage soufflaient ou balayaient la poussière au lieu de l'aspirer. Comme Booth l'a rappelé des décennies plus tard, en 1901, il avait assisté à « une démonstration d'une machine américaine par son inventeur » à l'Empire Music Hall de Londres. L'inventeur n'est pas nommé, mais la description de Booth de la machine est assez proche de celle de l'inventeur américain John S. Thurman. Booth assista à une démonstration de l'appareil soufflant la poussière des chaises, et imagina que «...si le système pouvait être inversé, et un filtre inséré entre l'appareil d'aspiration et l'air extérieur, dans lequel la poussière serait retenue dans un réceptacle, la solution réelle de l'enlèvement hygiénique de la poussière serait obtenue. » Il testa l'idée en posant un mouchoir sur le siège d'une chaise de restaurant ; posant sa bouche sur le mouchoir, il essaya d'aspirer autant de poussière que possible. Examinant la saleté accumulée sous le mouchoir, il réalisa que l'idée pouvait fonctionner.

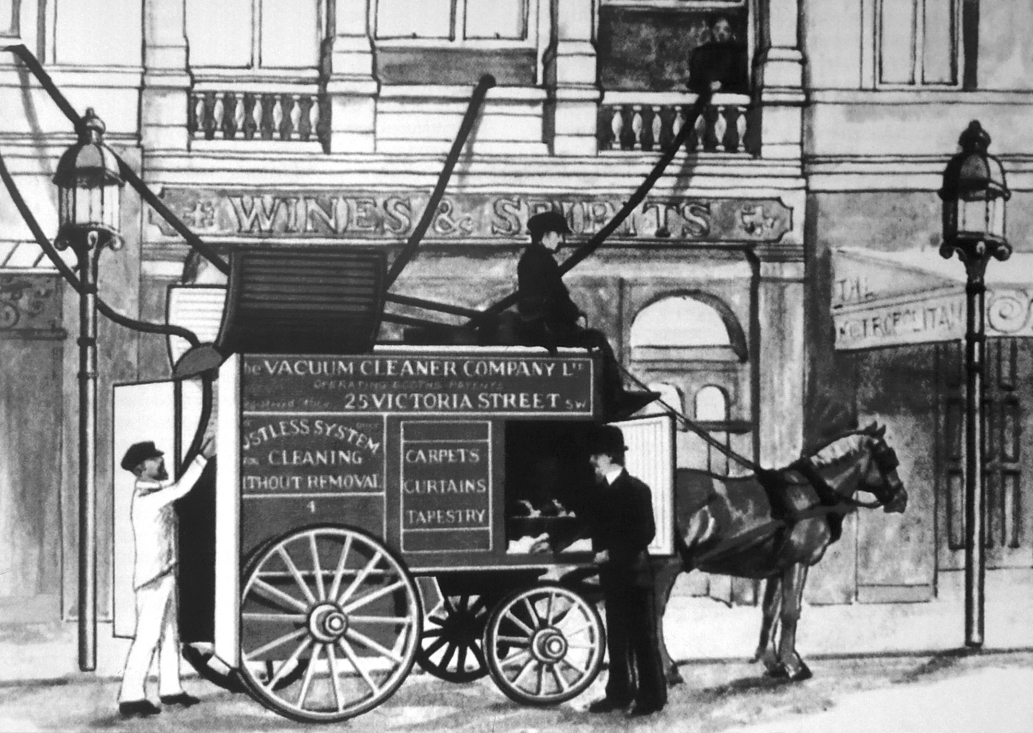
Aspirateur de rue développé par Hubert Cecil Booth (1901).

Hubert Cecil Booth créa un grand appareil entraîné par un moteur à combustion interne. Surnommé le « Puffing Billy » (Souffleur Billy), son premier aspirateur fonctionnant à l'essence était basé sur l'aspiration de l'air par une pompe à piston au travers d'un filtre en tissu. Il ne contenait aucune brosse ; tout le nettoyage était effectué par aspiration à travers de longs tubes munis de buses aux extrémités. Bien que la machine soit trop volumineuse pour être introduite dans les immeubles, ses principes de fonctionnement étaient les mêmes que ceux des aspirateurs d'aujourd'hui. Il poursuivit avec des modèles électriques ; mais les deux prototypes qu'il réalisa alors étaient extrêmement volumineux, et devaient être transportés par voitures à chevaux. Le terme « vacuum cleaner » (littéralement « nettoyeur par le vide » traduit en français par « aspirateur ») fut utilisé pour la première fois dans le tout premier prospectus publié en 1901 par la société créée par Booth pour commercialiser son invention.
Hubert Cecil Booth n'a pas essayé d'emblée de vendre sa machine, mais vendit plutôt des services de nettoyage. Les fourgons de la British Vacuum Cleaner Company (BVCC) étaient de couleur rouge vif ; des opérateurs en uniforme tiraient le tuyau de la camionnette et l'acheminaient par les fenêtres des bâtiments pour en atteindre toutes les pièces. Booth fut harcelé par des plaintes concernant le bruit de ses machines sous vide et a même été condamné à une amende pour avoir effrayé des chevaux. Ayant obtenu l'approbation royale, l'aspirateur motorisé de Booth a été utilisé pour nettoyer les tapis de l'abbaye de Westminster en 1901 et par la Royal Navy pour améliorer le niveau d'assainissement dans les casernes navales. On l'employa également dans des entreprises telles que les théâtres et les magasins, bien que le dispositif fut trop grand pour être utilisé comme appareil ménager. Après le nettoyage de la monnaie royale, Booth fut arrêté au prétexte que sa machine avait collecté une énorme quantité de poussière d'argent sur les pièces de monnaie qu'il avait oublié de vider mais il fut cependant rapidement libéré.
Hubert Cecil Booth a reçu ses premiers brevets les 18 février et 30 août 1901. Il créa la société Goblin, pour vendre des services de nettoyage par aspiration ; il perfectionna son invention au cours des décennies suivantes. Cependant, sur le marché des ménages, Goblin perdit la compétition commerciale face à Hoover, son entreprise se concentrant sur le marché industriel en construisant des modèles de plus en plus grands pour les usines et les entrepôts. La société de Booth, actuelle BVC, est aujourd'hui une entité de Quirepace Ltd, fabricant de systèmes de tubes pneumatiques.

### Mort
Hubert Cecil Booth mourut le 14 janvier 1955 à Croydon en Angleterre,.

### Famille
En 1903, Hubert Cecil Booth épousa Charlotte Mary Pearce, une des filles de Francis Tring Pearce, directeur du Priday, Metford and Company Limited. Il était un ami de Hugh Pembroke Vowles
Son père, Abraham Cecil Booth, était impliqué dans le développement des lignes téléphoniques transatlantiques. 